# اینال‌لو
اینال‌لو یا با نام صحیح تر  اینانلو، روستایی است که در استان اردبیل، شهرستان نیر، بخش مرکزی، دهستان رضاقلی قشلاق قرار دارد.
مردم این روستا همانگونه که از اسمش پیداست، از تبار ایل بزرگ اینانلو هستند که خود طایفه ای از ایل شاهسون می‌باشد.

## جمعیت
بر اساس سرشماری سال ۱۳۸۵ جمعیت این روستا ۲۰۸ نفر با ۴۷ خانوار بوده است.